# 木村陽子 (声優)
木村 陽子（きむら ようこ、1990年8月28日 - ）は、日本の女性声優。東京都出身。フリー。

## 略歴
2017年より声優として活動を開始。
以前はプランダスに所属していたが、2020年3月31日を以って退所。その後フリーとして活動している。

## 人物
声優としては少年役が多い。舞台制作なども行う。
趣味として囲碁とイラストを描くことをそれぞれ挙げている。正看護師の資格を持つ。
小学生から25歳になるまでの目標が声優を目指すことであったことを日記に書いていたという。

## 出演

### テレビアニメ
- それいけ!アンパンマン（2018年 - 2023年、ネコ美、キィ子、エビくん〈4代目〉、ミルクキャラメル〈3代目〉、焼きどうふくん〈8代目〉 他）

### 劇場アニメ
- それいけ!アンパンマン ふわふわフワリーと雲の国（2021年、タワシくん）

### Webアニメ
- 爆丸アーマードアライアンス（2020年、ブローラー少年1）

### 吹き替え

#### 映画
- ウィンチェスターハウス アメリカで最も呪われた屋敷（メイド、貴婦人）
- エクストーション 家族の値段（英語版）（ミゲル娘）
- おとなの恋の測り方（マチルド）
- 5パーセントの奇跡 〜嘘から始まる素敵な人生〜（オスカー）
- ジュラシック・ワールド/炎の王国（TVアナウンサー1[10]）
- 7 WISH/セブン・ウィッシュ（ジーナ・スー〈アリス・リー（英語版）〉、デルーカ夫人〈シェリリン・フェン〉）
- トリプル・スレット（英語版）（スー・フェン〈モニカ・モク（英語版）〉）
- My Dangerous Wife/「僕のヤバイ妻」トルコ版（ヤーセミン・カヤ〈シネム・キョセオール（トルコ語版）〉）
- マイル22（クイーン〈CL〉）

#### ドラマ
- ロック&キー（無線警察官）

#### アニメ
- おっはよー!アンクル・グランパ（ジェロルド）

#### ボイスオーバー
- 海の巨人マンタの謎めく生態（ナショナルジオグラフィック）
- 赤ちゃんベルーガの呼び声（ナショナルジオグラフィック）
- 世界大自然紀行:ガラパゴス（ナショナルジオグラフィック）
- 愉快なアニマル・セルフィー（ナショナルジオグラフィック）

### 舞台
- 劇団いとでんわ「ら抜きの殺意」（2016年8月18日 - 21日、明石スタジオ）[11]
- ネクシードタレント事業部10周年記念公演「運河 せせらぐ運命の河」（2018年5月8日・9日、DDD AOYAMA CROSS THEATER）[12]
- M.A.Project（仮）第1回公演「アパートの鍵、返します。」（2018年8月22日 - 26日、TACCS1179）[13]

### CM
- 日刊スポーツ「日刊は裏切らない」（2017年）[14]

### ナレーション
- 文化放送 CMナレーション